# Acaenitellus orientalis
Acaenitellus orientalis là một loài tò vò trong họ Ichneumonidae.